# زلاتار، کرواسی
زْلاتار (به کرواتی: Zlatar) شهری در کراپینا-زاگریه کشور کرواسی است که جمعیت آن در سال ۲۰۱۱ میلادی ۶٬۱۶۸ نفر بوده‌است.